# Grogolbeningsari
Grogolbeningsari is een bestuurslaag in het regentschap Kebumen van de provincie Midden-Java, Indonesië. Grogolbeningsari telt 3116 inwoners (volkstelling 2010).